# Роберто Розетті
Роберто Розетті (італ. Roberto Rosetti, нар. 18 вересня 1967, Печетто-Торинезе, Італія) — італійський футбольний арбітр, судив фінальний матч Євро 2008. Працював також на чемпіонатах світу 2006 і 2010.
Розпочав суддівську кар'єру в 1983. З 1997 судив матчі італійських серій А і В. Судить матчі збірних з 2002. Арбітр ФІФА з 2003. Окрім рідної  італійського, він говорить також на  французькою й  англійською мовами.
Міжнародною федерацією футбольної історії і статистики (IFFHS) визнаний найкращим арбітром світу в 2008.
Чотири роки поспіль (2006, 2007, 2008 і 2009) визнавався найкращим арбітром  італійської серії А.
На чемпіонаті світу 2010 в матчі плей-оф між Аргентиною і Мексикою не зважився скасувати гол Карлоса Тевеса у ворота Мексики з явного положення поза грою. У результаті цього італієць був відсторонений від подальшого суддівства на турнірі. 